# EarthBound Beginnings
EarthBound Beginnings è un videogioco di ruolo sviluppato nel 1989 da Ape Inc. e pubblicato da Nintendo per Famicom. Ideato e diretto da Shigesato Itoi, il gioco venne prodotto da Shigeru Miyamoto.
Primo videogioco della serie EarthBound, venne originariamente distribuito solo in Giappone con il titolo Mother (MOTHER マザー?, Mazā), omaggio a Mother di John Lennon, dove ha venduto oltre 150 000 copie. Il titolo venne in seguito incluso in una compilation con il suo sequel, EarthBound, per il Game Boy Advance sotto il nome di Mother 1 + 2. Nel giugno 2015 Nintendo annunciò la distribuzione internazionale con il titolo EarthBound Beginnings tramite il servizio Virtual Console del Wii U.

## Trama
EarthBound Beginnings narra le vicende di Ninten, un bambino dodicenne dotato di abilità psicocinetiche. Durante la sua avventura, Ninten dovrà collezionare otto melodie che lo aiuteranno a salvare il pianeta da una malvagia razza di alieni in grado di controllare le menti. Nel corso del gioco incontrerà tre amici che lo aiuteranno nella sua missione: Lloyd, un geniale nerd costantemente tormentato dai bulli, Ana, ragazza dotata di poteri psichici, e Teddy, capo di una gang che vuole vendicarsi della morte dei suoi genitori.
I tre ragazzi dovranno confrontarsi con Giygas, il capo degli alieni, scoprendo dettagli sul potere di Ninten e sul destino dei suoi genitori.

## Modalità di gioco

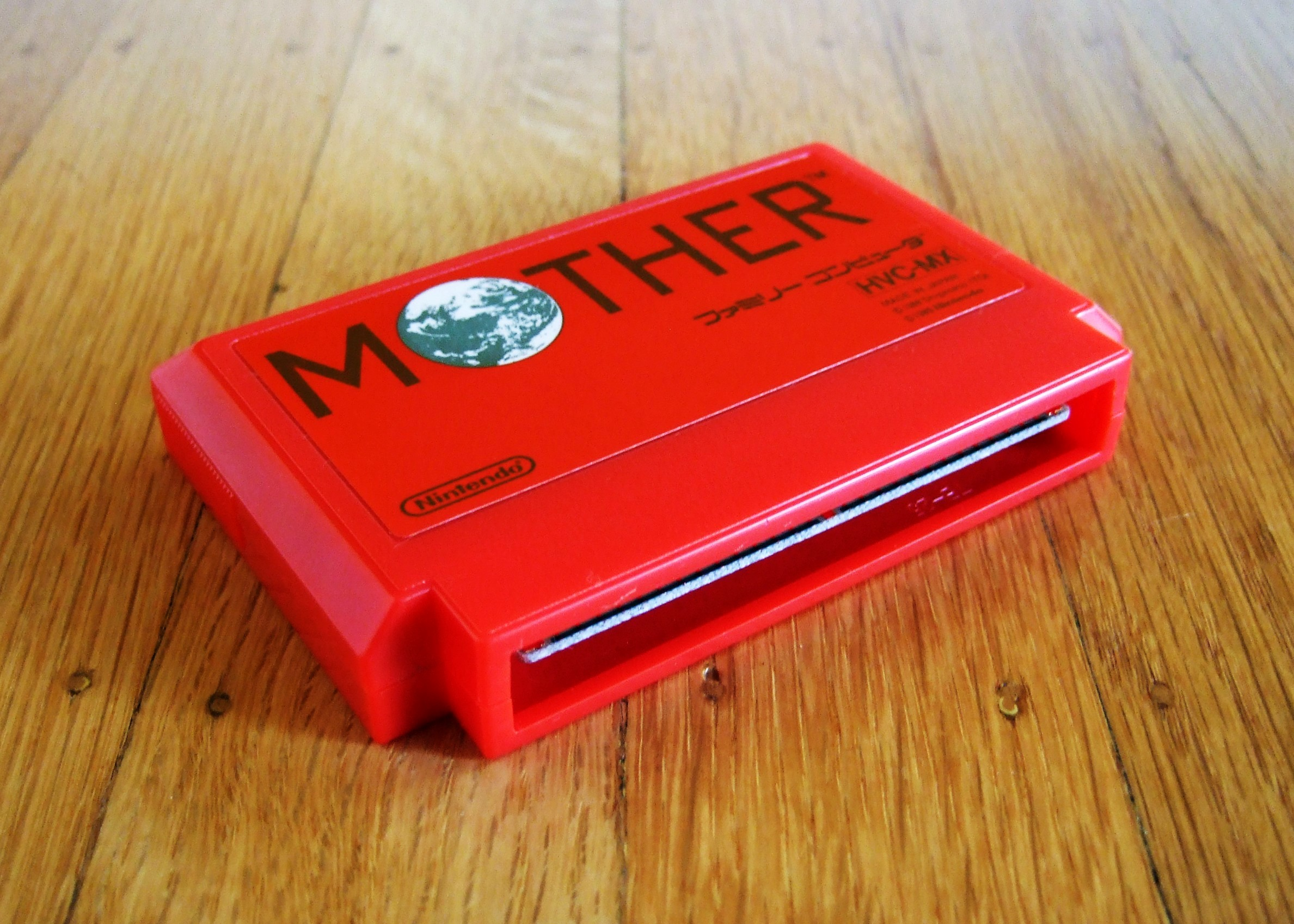
Cartuccia per Famicom

Il videogioco è un classico gioco di ruolo giapponese simile ai titoli della serie Dragon Quest. Il protagonista può interagire con personaggi non giocanti, visitare edifici (come negozi o hotel) o acquistare oggetti. Al contrario dei RPG dal tema fantasy, Shigesato Itoi introduce nel gioco elementi stereotipati che richiamano gli Stati Uniti d'America, come la presenza di hippie e mazze da baseball.
Il gioco è intervallato da scontri casuali, in cui è necessario eliminare dei nemici per ottenere punti esperienza. Durante gli incontri è possibile utilizzare gli psico poteri. Al contrario della modalità mappa, che presenta una visuale isometrica in terza persona, le battaglie vengono effettuate con una telecamera in prima persona. In caso di game over, viene ripristinata la partita all'ultimo salvataggio effettuato mediante il telefono di Ninten. Al termine del gioco è necessario sconfiggere un boss.

## Musica
La colonna sonora di EarthBound Beginnings, composta da Keiichi Suzuki e Hirokazu Tanaka, venne distribuita in compact disc e musicassetta da Sony Records nell'agosto dell'1989. Registrata tra Tokyo, Londra e Bath, consiste in undici brani, sette dei quali presentano una traccia vocale. Una delle canzoni più significative è Eight Melodies, che gioca un ruolo centrale nella storia. Nel febbraio 2004 è stata pubblicata una versione digitale della colonna sonora. Alcune delle tracce di EarthBound Beginnings sono presenti in titoli successivi delle serie EarthBound e Super Smash Bros..

### Tracce
1. Pollyanna (I Believe In You)
2. Bein' Friends
3. The Paradise Line
4. Magicant
5. Wisdom of the World
6. Flying Man
7. Snow Man
8. All That I Needed (Was You)
9. Fallin' Love, and
10. Eight Melodies
11. The World of Mother